# Стхавира никая
Стхавира никая (санскр. स्थविर, IAST: Sthavira nikāya — «секта старейшин»; кит. 上座部) была одной из ранних буддийских школ. Она отделились от махасангхиков во время Второго буддийского собора.

## Воззрения

### Происхождение
Стхавира никая была одной из ранних буддийских школ. Она отделились от махасангхиков во время Второго буддийского собора.
Mahāsāṃghika āriputraparipcchā, текст, написанный для обоснования отхода этой школы от дисциплинарного кодекса старших монахов, утверждает, что совет был созван в Паталипутре по вопросам винаи и раскол явился результатом отказа большинства (санскр. Mahāsaṃgha) принять дополнение к правилам винаи, предложенное меньшинством (санскр. Sthaviras). Таким образом, махасангхики видели в стхавирах отколовшуюся группу, которая пыталась изменить первоначальный дисциплинарный кодекс — винаю.
Учёные в целом согласились с тем, что предмет спора действительно касался винаи. Рассказ о махасангхиках подкрепляется самими дисциплинарными текстами, поскольку виная стхавиров на самом деле содержит больше правил, чем виная махасангхиков. Таким образом, современные учёные в целом согласны с тем, что виная Махасангхики — самая старшая.

### Язык
Тибетский историк Будон Ринчендуб (1290—1364) писал, что махасангхики использовали пракрит, сарвастивадины — санскрит, стхавиры — пайшачи, а последователи Ватсипутрии — апабхраншу.

### Наследие
Позже Стхавира никая разделилась и образовала несколько школ, таких как:
- Сарвастивада
- Ватсипутрия
- Вибхаджьявада

Ветвь Вибхаджьявада в свою очередь дала начало ряду школ:
- Махишасака
- Дхармагуптака
- Кашьяпия
- Тамрапарния, позже названная «Тхеравада»

## Отношение к Тхераваде

### Научные данные
Школа Тхеравады в Шри-Ланке и Юго-Восточной Азии отождествляла себя исключительно со стхавирами, поскольку палийское слово тхера эквивалентно санскритскому стхавира. Поэтому ранние западные историки предполагали, что эти школы идентичны. Тем не менее, это не так и уже ко времени Ашоки секта Стхавира разделилась на школы Саммития Пудгалавада, Сарвастивада и Вибхаджьявада.
Считается, что школа Вибхаджьявада также дала начало другим школам, такие как школа Махишасака и предшественница школы Тхеравады. Согласно Дэмиену Кеону, нет никаких исторических свидетельств того, что школа Тхеравады возникла примерно через два столетия после Великого раскола, произошедшего на Третьем соборе.

### Позиция Тхеравады
Начиная с хроники Дипавамса, датируемой IV веком, тхеравадины Махавихары в Шри-Ланке пытались идентифицировать себя со стхавирами. Дипавамса поясняет, что название «Тхеравада» относится к учениям «старейшин», не делая никаких ссылок на Второй собор. Точно так же название «Махасангхика» относится к тем, кто следует изначальной винае до раскола сангхи. В хронике ДипавамсеТхеравада названа «великим баньяном», тогда как другие ранние буддийские школы сравниваются с шипами (kaṇṭaka):
Эти 17 сект раскольнические,
только одна не раскольническая.
С не раскольнической сектой,
всего их восемнадцать.
Как большое баньяновое дерево,
Тхеравада — высшее,
Провидение Победителя,
полная, без недостатка или избытка.
полная, без недостатка или избытка.
Другие секты возникли
как шипы на дереве.Дипавамса, 4.90–91
Согласно Махавамсе, источнику Тхеравады, после завершения Второго собора сторонники младших монахов провели собственное собрание, на котором присутствовало десять тысяч человек, назвав его Махасангити (Великое собрание), в результате которого возникла школа, получившая название Mahāsāṃghika. Однако такие популярные объяснения Sthavira и Mahāsāṃghika обычно считаются народными этимологиями.
Бханте Суджато объясняет отношения между Стхавирой и Тхеравадой следующим образом: «Термин санскр. sthavira (что означает «старейшина») является санскритским вариантом термина, более известного сегодня в палийской версии пали thera, как в Theravāda, «Учение старейшин». Первоначальная же Стхавира ни в коей мере не идентична современной школе под названием Тхеравада. Скорее, стхавиры были предками группы родственных школ, одной из которых является Тхеравада».